# Doris Hines
Doris Hines, bijnaam The Queen of the Eastern Supperclubs (New York, 27 november 1923 - 14 augustus 2015) was een Amerikaanse jazz-, blues- en popzangeres en imitator.
Hines kwam uit een muzikale familie, haar oma was organiste in een kerk, haar vader (overleden toen ze nog kind was) speelde trombone. Ze bracht haar jeugd voornamelijk door bij pleeggezinnen. Ze won de Arthur Godfrey's Talent Scouts, een talentenjacht op CBS. Ze bracht als alleenstaande moeder zes kinderen groot, daarna ging ze, op 34-jarige leeftijd, als professioneel zangeres werken. Ze verhuisde eind 1963 naar Minneapolis, wat haar thuisbasis werd voor haar muzikale loopbaan. Ze toerde in 1965 voor de United Service Organizations in het verre oosten om de troepen te vermaken. Ze toerde uitgebreid aan de oostkust van Amerika en verkreeg zo de bijnaam "The Queen of the Eastern Supperclubs". Ze zong onder meer met Duke Ellington, Ella Fitzgerald, Sarah Vaughan, Dinah Washington en Harry Belafonte en toerde in Japan, Australië, Canada en Amerika. Ze werkte in allerlei nachtclubs in de tweelingstad Minneapolis-St. Paul, ook zong ze hier in musicals. In 2011 zong ze mee op een album van The Sounds of Blackness, geleid door haar zoon Gary D. Hines. Vlak voor haar overlijden aan hartfalen werkte ze nog aan een autobiografie.

## Prijzen en onderscheidingen (selectie)
- Doris Hines is opgenomen in de Minnesota Music Hall of Fame.